# Cristina Díaz Moreno

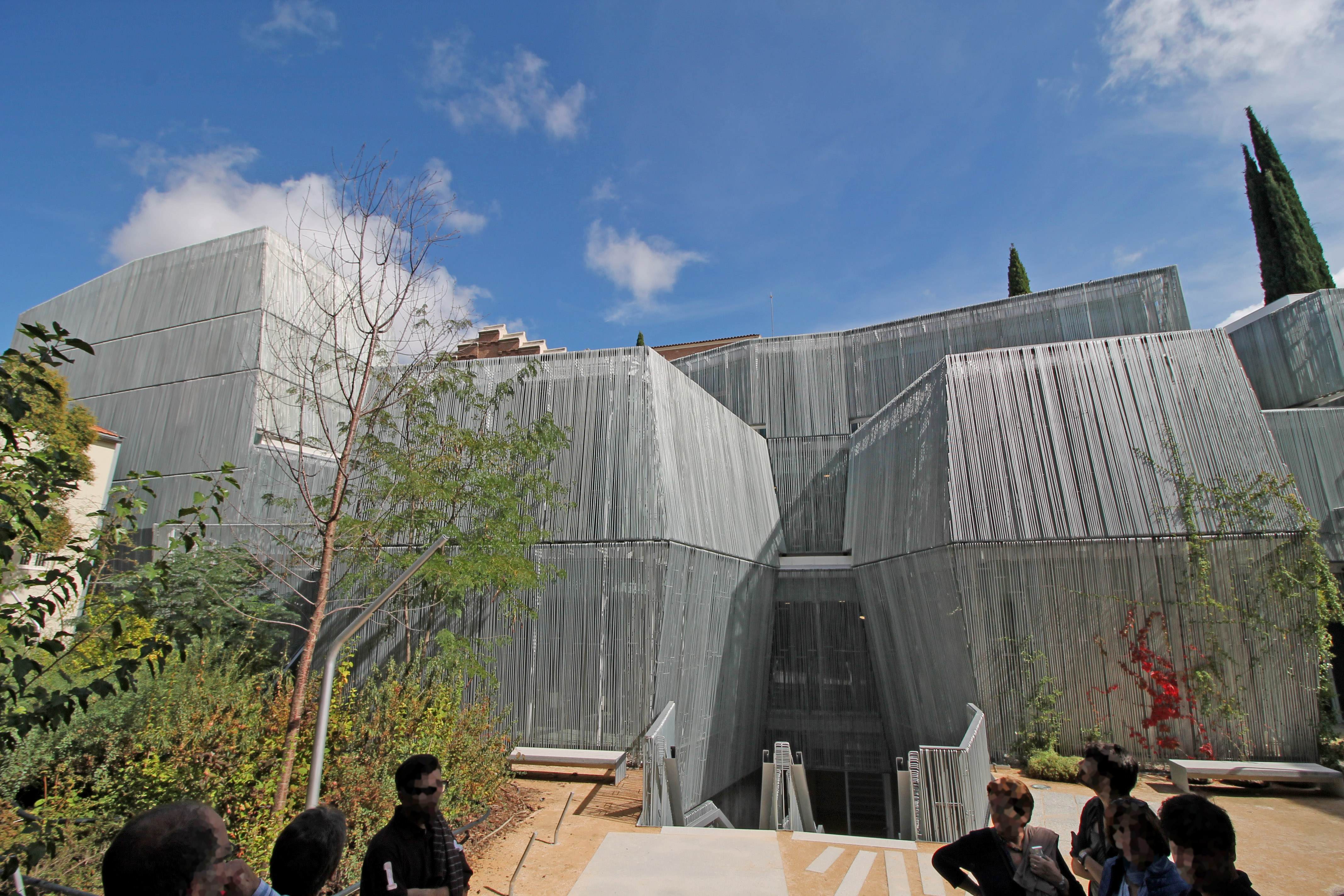
Fundación Francisco Giner de los Ríos, Madrid. Autores: Cristina Díaz Moreno y Efrén García Grinda

Cristina Díaz Moreno (Madrid, 9 de enero de 1971) es una arquitecta española.

## Biografía
En 1997 creó junto a Efrén García Grinda en Madrid la estructura abierta "cero9", que planteaba una conexión entre la práctica profesional, la investigación y la enseñanza. En 1998 se graduó en la ETSAM. Cero9 se disolvió en 2003. Dicha iniciativa se ampliará y evolucionará definitivamente en 2003 con la creación de AMID, una aproximación ‘«afterpop»’ a la noción contemporánea del espacio, incluyendo la combinación de diferentes disciplinas como la sociología, la tecnología, los medios de comunicación, la política y la representación de proyectos, que van desde la arquitectura al diseño, pasando por la producción de estudios ecosistémicos y el modelado de ciudades híbridas.

## Experiencia docente
Cristina Díaz Moreno cuenta con una amplia e intensa actividad docente: es Unit Master de Diploma en la Architectural Association School of Architecture de Londres desde el año 2009; dirige un Studio como Visiting Critic en el GSD (Graduate School of Design) en Harvard; ha sido catedrática en el Institute for Art and Architecture de Viena (2013-2014); ha sido profesora asociada de Proyectos en la Escuela Superior de Arte y Arquitectura de la Universidad Europea de Madrid (1998-2013) al mismo tiempo que lo era en la ETSAM (2000-2011); así mismo, ha sido profesora de Proyectos de la Universidad Internacional de Cataluña (Esarq) y de la Escuela Politécnica Superior de la Universidad de Alicante (1999-2000), y ha ejercido como profesora invitada en diversas escuelas españolas y europeas, así como impartido conferencias en múltiples universidades e instituciones europeas, asiáticas y norteamericanas como la Escuela de Arquitectura de Paris-Malaquais (2003-04).

## Proyectos
- Ayuntamiento de Lalín, España (no construido, 2004).
- Fundación Francisco Giner de los Ríos en Madrid (2004).
- Nave Industrial para la empresa Diagonal 80, en San Agustín de Guadalix, España (2007).[2]
- Palacio del Cerezo en el Valle del Jerte, Extemadura, España (2008).[3]
- La instalación Golden Balloon, en el Museo de Arte Contemporáneo de Tokio (2011).

## Premios
- Primer premio COAM 2015;[4]
- Primer premio Ópera Prima (COAM, 2010);
- Architectural Review para Emerging Architecture (2010);
- Contractworld en la categoría New Generation (2011);
- Concurso nacional para el museo Intermediae-Prado (en la antigua Serrería Belga), reconvertida así en un centro de arte contemporáneo en Madrid, 2006. (1.er premio ex aequo)
- Concurso Internacional en dos fases para la Ciudad de la Justicia de Madrid, 2005. (3.er premio)
- Concurso Restringido en dos fases para la Sede de la Fundación Giner de los Ríos (Institución Libre de Enseñanza), Madrid, 2005. (1.er premio)[5]
- Concurso Restringido en dos fases para el nuevo Ayuntamiento y Edificio administrativo de Lalín, Pontevedra, 2004 (selección)
- Concurso Restringido por invitación, Edificio de Oficinas para Made-Endesa, Medina del Campo, Valladolid, 2002. (1.er premio)
- Europan 6, Viviendas en Jyväskylä, Finlandia, 2001. (1.er premio)
- Hayakawa Prize. Concurso Internacional Shinkenchiku-Sha «House of Goethe», 1999. (2.º premio)
- Concurso Internacional 25th Croatian Youth Salon of Art, Zagreb, 1998. (1.er premio ex aequo)
- Concurso CAM, Alojamientos Temporales en el PRS, Madrid, 1997. (1.er premio)
- Sección Nórdica UIA Concurso Internacional, Barcelona, 1996. (CDM*) (1.er premio)
- Concurso Internacional “The Vertical Village”. Hbg y Stichting Dispuut Utiliteitsbouw. Ámsterdam, 1995. (CDM*) (1.er premio)